# Urada (Dagestan)
Urada (ros. Урада) – wieś w Rosji, w Dagestanie, w rejonie szamilskim. W 2010 liczyła 2334 mieszkańców, głównie Awarów.

## Urodzeni
- Magomied Magomiedow – radziecki zapaśnik.